# Draci Šumperk
Le Hokej Šumperk 2003 est un club de hockey sur glace de Šumperk en République tchèque. Il évolue dans la 1. liga, le second échelon tchèque.

## Historique
Le club est créé en 1945.

## Palmarès
- Vainqueur de la 2.liga : 1998, 1999, 2007.